# Team Giant-Alpecin/Saison 2016
Diese Liste beschreibt die Mannschaft und die Erfolge des Radsportteams Team Giant-Alpecin in der Saison 2016.

## Erfolge in der UCI WorldTour
In den Rennen der Saison 2016 der UCI WorldTour gelangen die nachstehenden Erfolge.
| Datum    | Rennen                          | Sieger       |
| -------- | ------------------------------- | ------------ |
| 6. Mai   | 1. Etappe Giro d’Italia (EZF)   | Tom Dumoulin |
| 29. Mai  | 21. Etappe Giro d’Italia        | Nikias Arndt |
| 10. Juli | 9. Etappe Tour de France        | Tom Dumoulin |
| 15. Juli | 13. Etappe Tour de France (EZF) | Tom Dumoulin |

## Erfolge in der UCI Europe Tour
In den Rennen der Saison 2016 der UCI Europe Tour gelangen die nachstehenden Erfolge.
| Datum          | Rennen                          | Kat. | Sieger         |
| -------------- | ------------------------------- | ---- | -------------- |
| 29. Mai        | 4. Etappe Belgien-Rundfahrt     | 2.HC | Zico Waeytens  |
| 12. August     | 3. Etappe Tour de l’Ain         | 2.1  | Sam Oomen      |
| 10.–13. August | Gesamtwertung Tour de l’Ain     | 2.1  | Sam Oomen      |
| 14. August     | 4. Etappe Arctic Race of Norway | 2.HC | John Degenkolb |
| 3. Oktober     | Münsterland Giro                | 1.HC | John Degenkolb |

## Erfolge in der UCI Asia Tour
In den Rennen der Saison 2016/17 der UCI Asia Tour gelangen die nachstehenden Erfolge.
| Datum       | Rennen                   | Kat. | Sieger        |
| ----------- | ------------------------ | ---- | ------------- |
| 24. Oktober | 3. Etappe Tour of Hainan | 2.HC | Max Walscheid |
| 25. Oktober | 4. Etappe Tour of Hainan | 2.HC | Max Walscheid |
| 26. Oktober | 5. Etappe Tour of Hainan | 2.HC | Max Walscheid |
| 28. Oktober | 7. Etappe Tour of Hainan | 2.HC | Max Walscheid |
| 30. Oktober | 9. Etappe Tour of Hainan | 2.HC | Max Walscheid |

## Erfolge bei den Nationalen Straßen-Radsportmeisterschaften
In den Rennen zu den Nationalen Straßen-Radsportmeisterschaften 2016 gelangen die nachstehenden Erfolge.
| Datum    | Rennen                                           | Fahrer       |
| -------- | ------------------------------------------------ | ------------ |
| 22. Juni | Niederländische Meisterschaft – Einzelzeitfahren | Tom Dumoulin |

## Zugänge – Abgänge
| Zugänge               | Team 2015                 | Abgänge         | Team 2016                    |
| --------------------- | ------------------------- | --------------- | ---------------------------- |
| Laurens ten Dam       | Team Lotto NL-Jumbo       | Luka Mezgec     | Orica GreenEdge              |
| Max Walscheid         | Team Kuota-Lotto          | Marcel Kittel   | Etixx-Quick Step             |
| Sam Oomen             | Rabobank Development Team | Lawson Craddock | Cannondale Pro Cycling Team  |
| Søren Kragh Andersen  | Team TreFor-Blue Water    | Daan Olivier    | De Jonge Renner              |
| Sindre Skjøstad Lunke | Team Joker                | Thierry Hupond  | Delko Marseille Provence KTM |

## Mannschaft
| Teamkader 2016                                             | Teamkader 2016     | Teamkader 2016     | Teamkader 2016                        |
| Name                                                       | Geburtsdatum       | Land               | Vorheriges Team                       |
| ---------------------------------------------------------- | ------------------ | ------------------ | ------------------------------------- |
| Nikias Arndt                                               | 18. November 1991  | Deutschland        | LKT Team Brandenburg (2012)           |
| Warren Barguil                                             | 28. Oktober 1991   | Frankreich         | Club Cycliste d'Étupes (2012)         |
| Ji Cheng                                                   | 15. Juli 1987      | China              | Purapharm (2006)                      |
| Roy Curvers                                                | 27. Dezember 1979  | Niederlande        | Time-Van Hemert (2007)                |
| Bert De Backer                                             | 2. April 1984      | Belgien            | Skil-Shimano (2008)                   |
| Koen de Kort                                               | 8. September 1982  | Niederlande        | Astana (2008)                         |
| John Degenkolb                                             | 7. Januar 1989     | Deutschland        | HTC-Highroad (2011)                   |
| Tom Dumoulin                                               | 11. November 1990  | Niederlande        | Rabobank Continental (2011)           |
| Caleb Fairly (1. Jan.–30. Jun., Anm.)                      | 19. Februar 1987   | Vereinigte Staaten | Garmin-Sharp (2014)                   |
| Johannes Fröhlinger                                        | 9. Juni 1985       | Deutschland        | Team Milram (2010)                    |
| Simon Geschke                                              | 13. März 1986      | Deutschland        | KED-Bianchi Berlin (2008)             |
| Chad Haga                                                  | 26. August 1988    | Vereinigte Staaten | Optum-Kelly Benefit Strategies (2013) |
| Carter Jones (1. Jan.–30. Jun., Anm.)                      | 27. Februar 1989   | Vereinigte Staaten | Optum-Kelly Benefit Strategies (2014) |
| Søren Kragh Andersen                                       | 10. August 1994    | Dänemark           | Trefor-Blue Water (2015)              |
| Fredrik Ludvigsson                                         | 28. April 1994     | Schweden           | Giant-Shimano Development (2014)      |
| Tobias Ludvigsson                                          | 22. Februar 1991   | Schweden           | CykelCity (2011)                      |
| Sindre Lunke                                               | 17. April 1993     | Norwegen           | Joker (2015)                          |
| Sam Oomen                                                  | 15. August 1995    | Niederlande        | Rabobank Development (2015)           |
| Georg Preidler                                             | 17. Juni 1990      | Österreich         | Team Type 1-Sanofi (2012)             |
| Ramon Sinkeldam                                            | 9. Februar 1989    | Niederlande        | Rabobank Continental (2011)           |
| Tom Stamsnijder                                            | 15. Mai 1985       | Niederlande        | Leopard-Trek (2011)                   |
| Laurens ten Dam                                            | 13. November 1980  | Niederlande        | LottoNL-Jumbo (2015)                  |
| Albert Timmer                                              | 13. Juni 1985      | Niederlande        | Löwik Meubelen (2006)                 |
| Lars van der Haar                                          | 23. Juli 1991      | Niederlande        | Giant-Shimano Development (2014)      |
| Tom Veelers                                                | 14. September 1984 | Niederlande        | Rabobank Continental (2007)           |
| Zico Waeytens                                              | 29. September 1991 | Belgien            | Topsport Vlaanderen-Baloise (2014)    |
| Max Walscheid                                              | 13. Juni 1993      | Deutschland        | Kuota-Lotto (2015)                    |
| Jochem Hoekstra (1. Aug.–31. Dez., Stagiaire)              | 21. Oktober 1992   | Niederlande        | Jo Piels (2015)                       |
| Max Kanter (1. Aug.–31. Dez., Stagiaire)                   | 22. Oktober 1997   | Deutschland        | RSC Cottbus (2015)                    |
| Martijn Tusveld (1. Aug.–31. Dez., Stagiaire)              | 9. September 1993  | Niederlande        | Rabobank Development (2016)           |
|                                                            |                    |                    |                                       |
| Quellen: ProCyclingStats Cycling Quotient Cycling Archives |                    |                    |                                       |

Anmerkung: Caleb Fairly, Karriereende des Sportlers
Anmerkung: Carter Jones, Karriereende des Sportlers